# Viaduc de L'Isle-Jourdain
Le viaduc de L’Isle-Jourdain est un ouvrage d'art, anciennement ferroviaire, situé entre L'Isle-Jourdain (Vienne) et Le Vigeant, en France.

## Situation et accès
Le pont est situé au sud-ouest de la commune de L’Isle-Jourdain côté rive droite et à l’est de celle de Le Vigeant côté rive gauche, et plus largement au sud du département de la Vienne.

## Histoire
Classée « chemin de fer d’intérêt local » en 1872, puis intégré au « réseau d’intérêt général » en 1875, la ligne de Civray à Lussac est projetée soit en rive droite, soit en rive gauche et la première option est retenue, ce qui permet à L’Isle-Jourdain de se doter d’une gare. Franchissement de la Vienne oblige, le viaduc est construit du 27 mars 1882 au 11 octobre 1884 selon les plans de l’architecte Paul Séjourné et grâce à l’entreprise Jean-Baptiste Russe, de Culan. Il sert ainsi au transport ferroviaire de 1891 à 1969. Dépourvu de sa fonction initiale, le viaduc devient une « image emblématique » de l’écotourisme que promeut L’Isle-Jourdain à partir de la seconde moitié du XXe siècle : on y pratique notamment le saut à l'élastique.

## Structure
Il est long de 304 mètres, haut de 40,25 mètres. Il est composé de 12 arches, chacune de 20 mètres d’ouverture,. Une partie importante des matériaux est issue de carrières de la région : La Rallerie, Chez Dara, Lussac-les-Châteaux, Le Pas de la Mule près de Confolens.

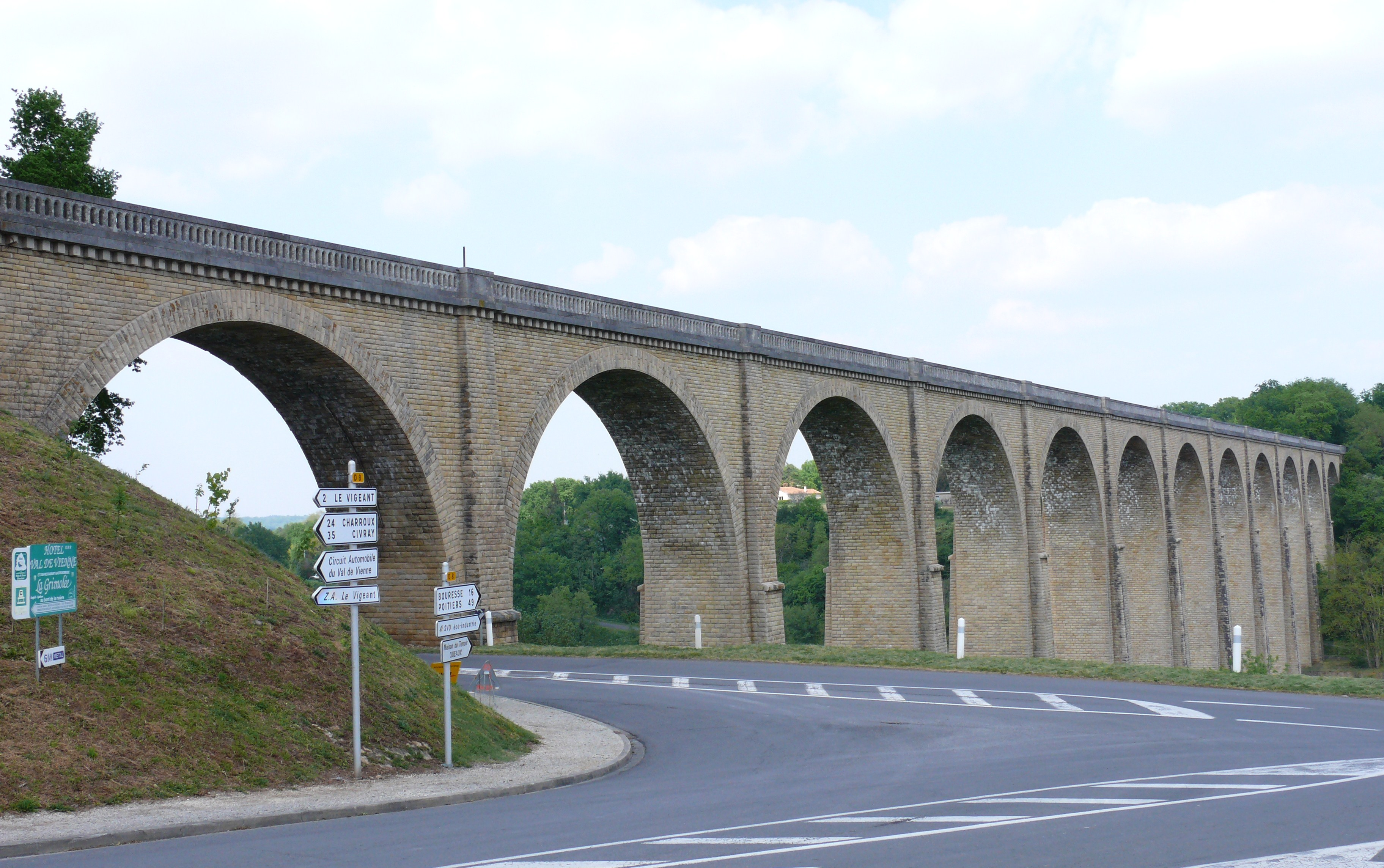
Vue rapprochée depuis la route départementale 8, en mai 2010.
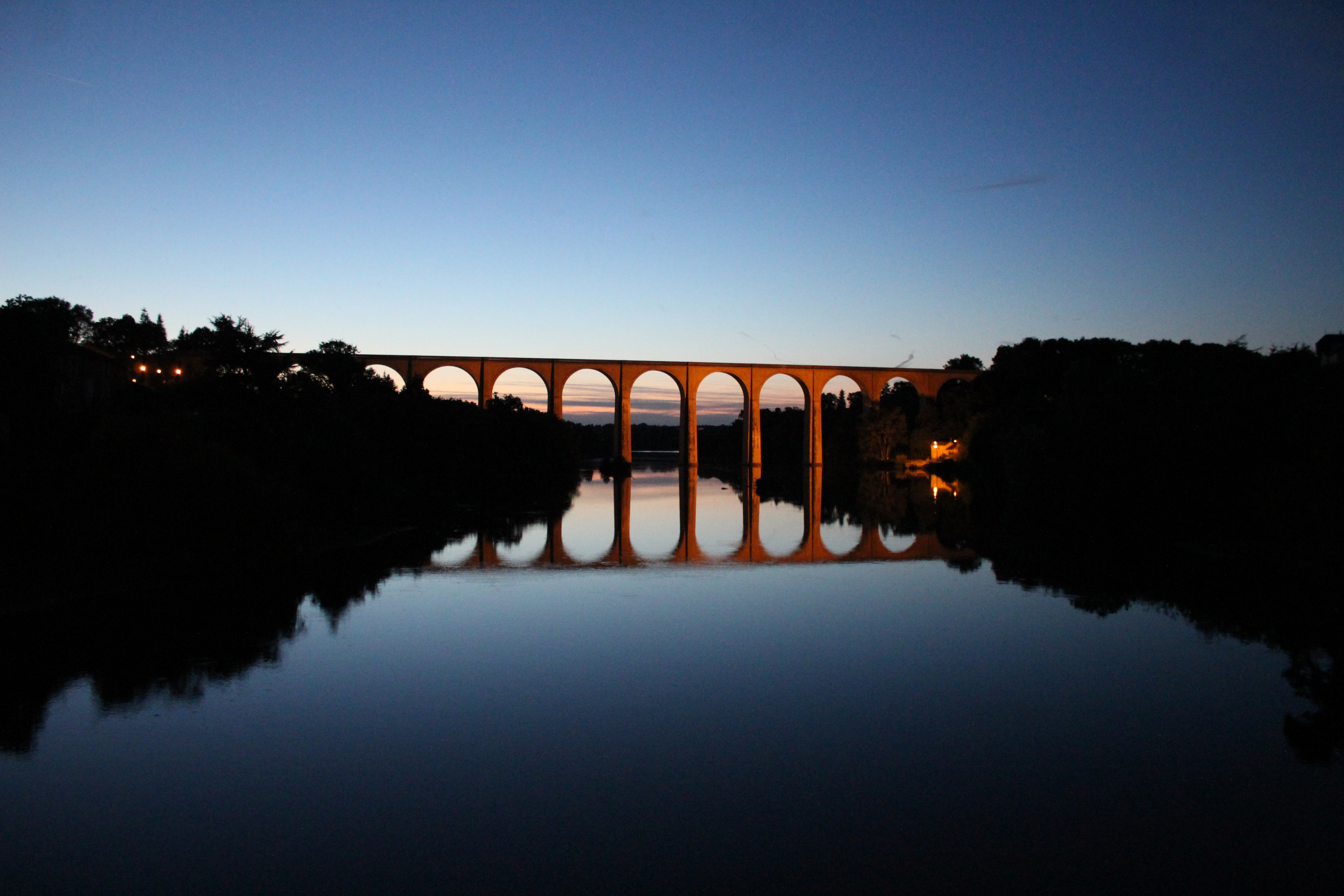
Viaduc et Vienne le soir, en juin 2015.